# Civilization (film)
Civilization is een fantasyfilm uit 1916 die geregisseerd is door Howard Hickman, Thomas H. Ince en Raymond B. West
Een koninkrijk Wredpryd is in de greep van de oorlog. Uitvinder Ferdinand besluit een onderzeeër te bemannen. Dit is geheel tegen de wens van zijn verloofde. Wanneer de onderzeeër ontploft wordt Ferdinand gered voor de geest van Jezus Christus die zijn lichaam overneemt. De koning van Wredpryd is overtuigd van Ferdinands goddelijke krachten, maar Jezus maakt (via Ferdinand) duidelijk dat niemand boven de wet van God staan en toont hem het bloedige slagveld van de oorlog.

## Rolverdeling

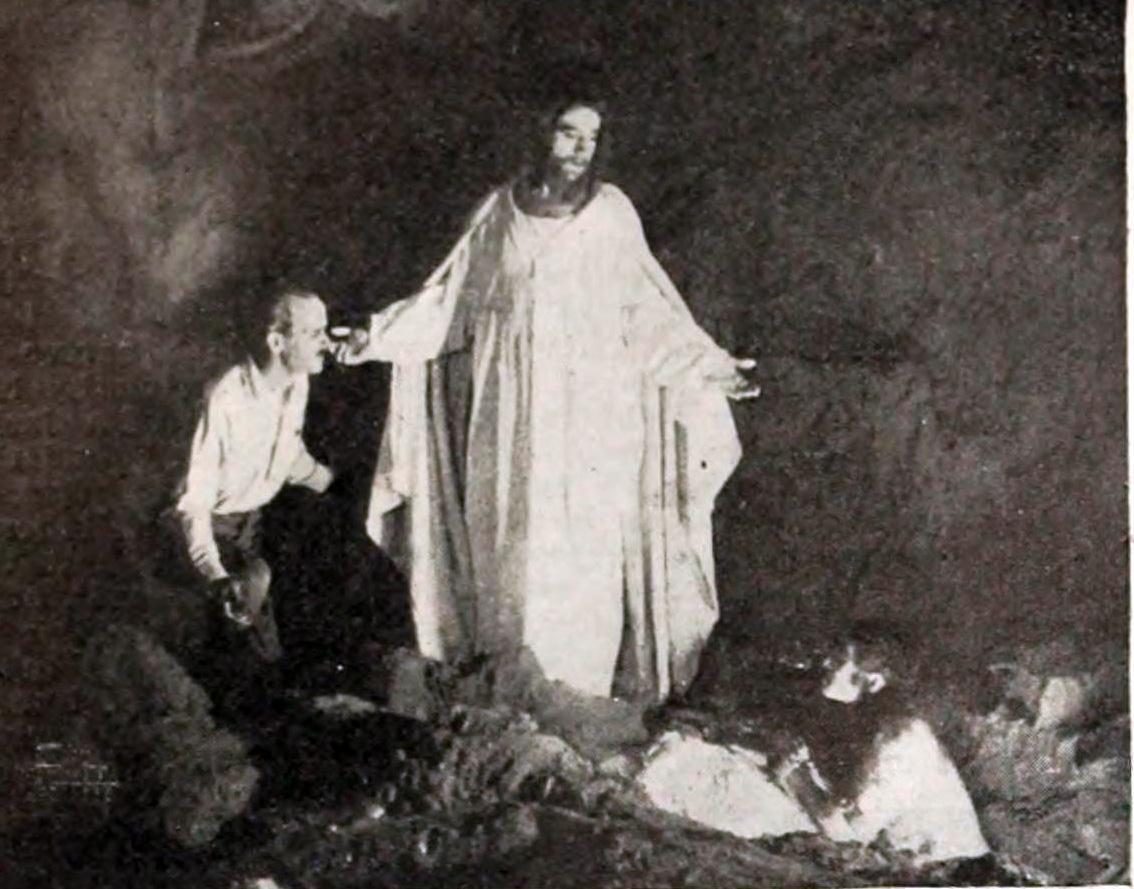
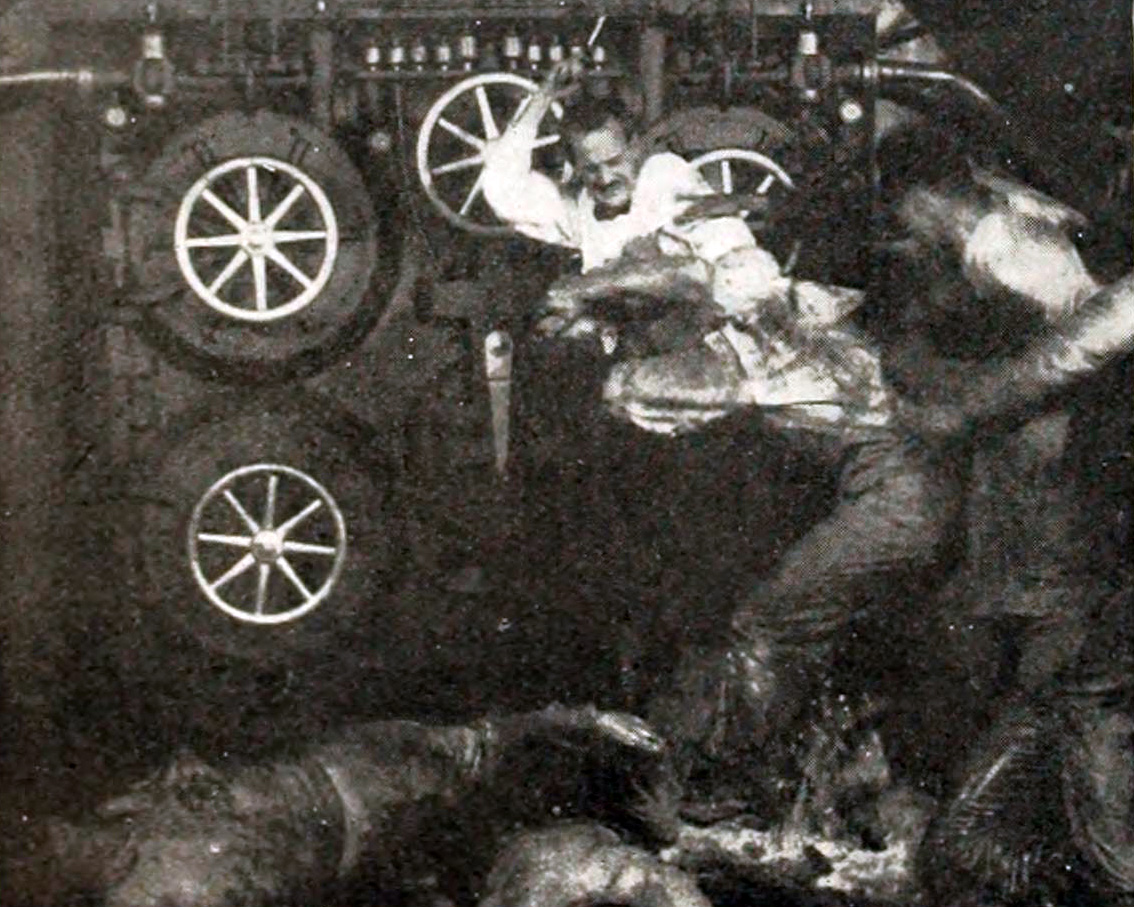

| Acteur            | Personage                   |
| ----------------- | --------------------------- |
| Howard C. Hickman | Count Ferdinand             |
| Herschel Mayall   | Koning van Wredpryd         |
| George Fisher     | Jezus                       |
| Enid Markey       | Katheryn Haldemann          |
| Lola May          | Koningin Eugenie            |
| J. Frank Burke    | Luther Rolf, vredesadvocaat |
| Charles K. French | Eerste minister             |
| J. Barney Sherry  | Hoefsmid                    |
| Jerome Storm      | zoon van hoefsmid           |
| Ethel Ullman      | dochter van hoefsmid        |
| Kate Bruce        | een moeder                  |